# Mistrovství Československa (lední hokej)

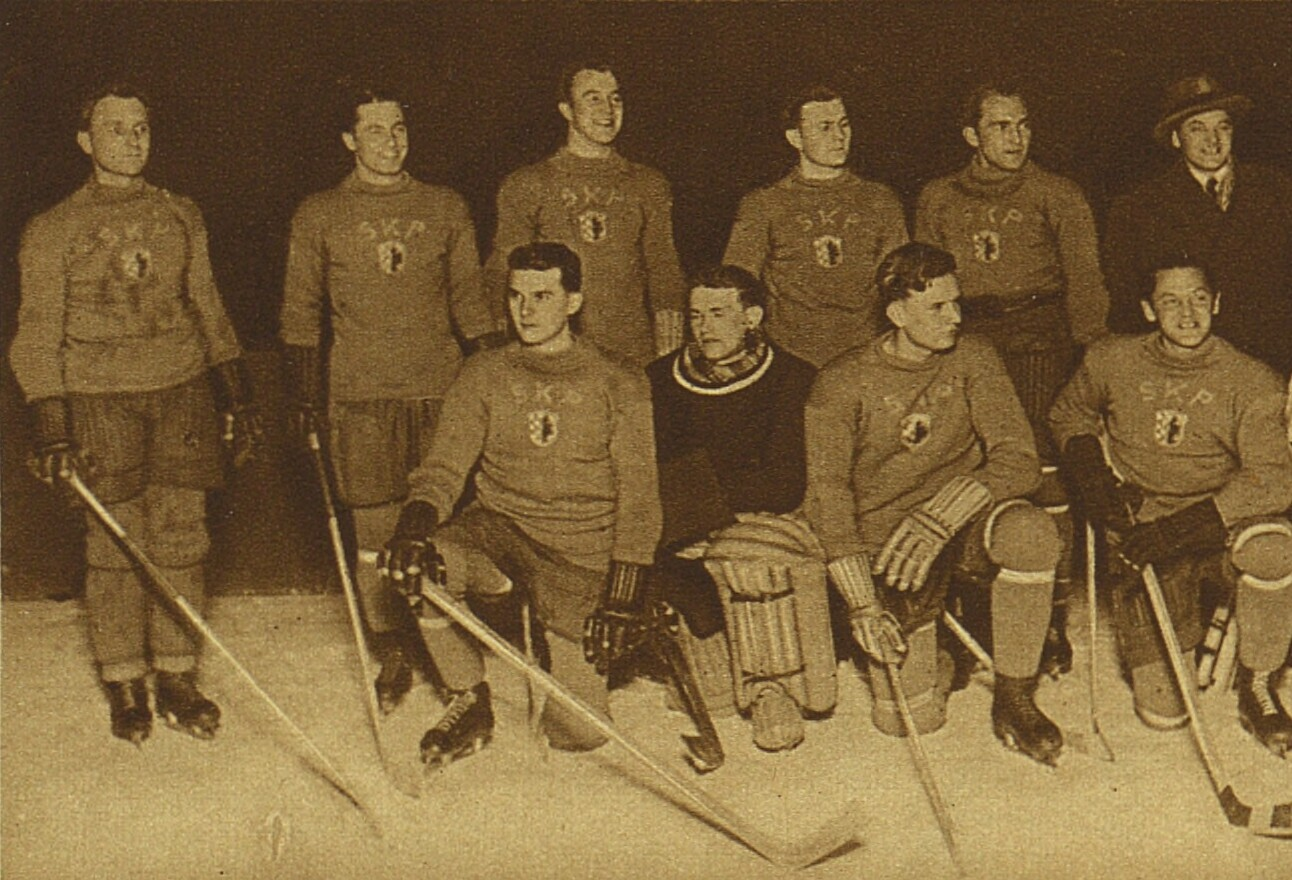
Prostějovský tým při finále Mistrovství Československa

Mistrovství Československa byla předligová soutěž v ledním hokeji pořádaná v první polovině třicátých let v Československu. Vítězem všech šesti ročníků byl tým LTC Praha. V sezoně 1935/36 se hrála kvalifikace o první ročník československé Státní ligy. V sezoně 1938/39 se liga nehrála a mistra měl určit turnaj župních vítězů, který nakonec nebyl dohrán, a titul mistra byl přiřčen vítězi středočeské I. třídy týmu LTC Praha. Vítězství v této soutěži ovšem nejsou započítávány do konečné tabulky ligových vítězů. LTC bylo tedy šestinásobným neoficiálním mistrem Československa.

## Formát
Soutěž neměla ustálený formát. Mistr byl určen finálovým turnajem, často ovšem jen jediným finálovým zápasem. Do finále či finálového turnaje se kvalifikovala mužstva, která si účast vybojovala vítězstvím v některém z turnajů, jakým bylo Mistrovství českého venkova (Čechy bez Prahy), Mistrovství německé unie (turnaj založený nikoliv na geografickém, ale etnickém hledisku), Mistrovství Moravy a, vzhledem k dominanci pražských mužstev, též nejlepší pražský tým.

## Přehled vítězů
| Ročník  | Vítěz     | Poražený finalista | Výsledek |
| ------- | --------- | --- | -------- |
| 1929/30 | LTC Praha | AC Stadion České Budějovice | 3:1      |
| 1930/31 | LTC Praha | Troppauer EV (Opava) | 2:0      |
| 1931/32 | LTC Praha | SK Prostějov | 12:0     |
| 1932/33 | LTC Praha | DSK Tábor | 12:1     |
| 1933/34 | LTC Praha | SK Slavia Praha | 6:0      |
| 1934/35 | LTC Praha | AC Stadion České Budějovice | 12:1     |
| 1938/39 | LTC Praha | mistrovství nedohráno, titul přiřčen vítězi středočeské I. třídy; titul z tohoto ročníku je jako jediný počítán do celkové tabulky | X        |